# Wikimapia
WikiMapia je projekt spojující mapové informace z Google Maps s texty vkládanými pomocí technologie Wiki. Projekt založili 24. května 2006 ruští internetoví podnikatelé Alexandr Korjakyn a Jevgenij Saveljev. Cílem projektu je popsat celý svět. Počátkem roku 2010 bylo popsáno více než 11 miliónů míst. I když registrace není vyžadována, bylo na stránkách projektu zaregistrováno více než 650 tisíc uživatelů z celého světa. Veškerý uživateli vytvořený obsah se stává intelektuálním vlastnictvím WikiMapie a je k dispozici pro nekomerční využití skrze rozhraní WikiMapia API.

## Vlastnosti
WikiMapia umožňuje každému uživateli přidat do mapy značku. Uživatel vymezí objekt na mapě mnohoúhelníkem a přidělí mu název, popis a jednu nebo více kategorií. Ke každému bodu je možné přidat fotografie toho místa a videa z YouTube, které se pak objeví v informačním okně. Je možné přidat též odkaz na odpovídající článek na Wikipedii, adresu a rozlišit, zda mnohoúhelník vymezuje budovu nebo plochu pozemku.

## Uživatelské účty
Volitelné uživatelské účty byly zavedeny v říjnu 2006. Uživatelské úrovně se vyvíjely v průběhu času v reakci na potřebu kontroly vandalismu či zneužití. V FAQ Wikimapia jsou popsány tři úrovně uživatelů.
- Uživatel úrovně 0 (UL0): Úroveň 0 je výchozí úrovní uživatele, kterou systém přiřadí všem novým uživatelům. UL0 jsou schopni přidávat místa, upravovat stávající místa a používat osobní zprávy. Novým uživatelům je dočasně znemožněno přispívat do diskuzního fóra.
- Uživatel úrovně 1 (UL1): na tuto úroveň jsou uživatelé automaticky povýšeni po několika dnech. Kromě funkcí dostupných na úrovni UL0, jsou uživatelé UL1 schopni změnit mnohoúhelníky (obrysy), odstraňovat místa a přispívat do fóra. Převážná většina přispěvatelů projektu Wikimapia spadá do této kategorie.
- Uživatel úrovně 2 (UL2): několika stům registrovaných uživatelů projektu Wikimapia byla udělena 2. úroveň přístupu. Úroveň UL2 obsahuje funkce, které jsou životně důležité pro udržení zabezpečení (například schopnost iniciovat zákaz přístupu pro vandaly), anti-vandalské nástroje (např. schopnost odstranit větší počet značek a podobně).